# Nicolás Falero

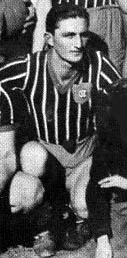
Imagem do futebolísta uruguaio Nicolás Falero.

Nicolás Falero (Montevidéu) foi um futebolista uruguaio que atuou como atacante. Foi artilheiro da Copa América de 1947 com 7 gols.